# Audnedal
Audnedal è una località della Norvegia, situata nel comune di Lyngdal, nella contea di Agder. Fino al 31 dicembre 2019 era un comune autonomo della contea di Vest-Agder.